# Ulrich von Brockdorff-Rantzau

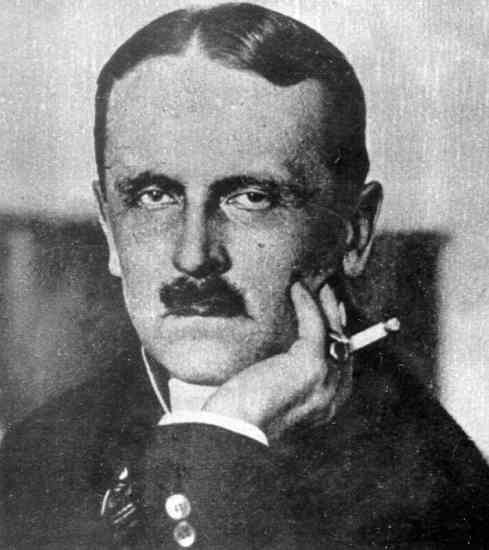
Ulrich von Brockdorff-Rantzau (1918)

Ulrich Graf von Brockdorff-Rantzau (* 29. Mai 1869 in Schleswig; † 8. September 1928 in Berlin) war ein deutscher Jurist und Diplomat. Im Dezember 1918 wurde er der erste deutsche Außenminister, der sein Amt nach der Abdankung Wilhelms II. antrat, und der erste der Weimarer Republik. Mit dem übrigen Kabinett Scheidemann, das den Friedensvertrag von Versailles nicht unterzeichnen wollte, trat er im Juni 1919 zurück. Im November 1922 wurde er Botschafter in Sowjetrussland.

## Familie und Herkunft

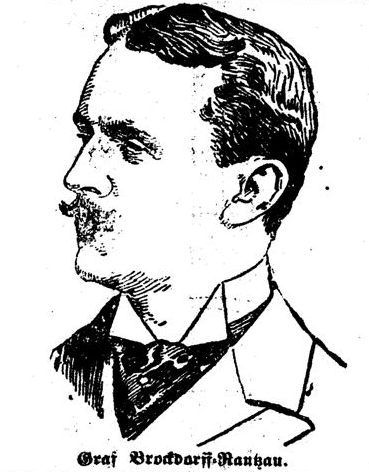
Graf Brockdorff-Rantzau in der Oesterreichischen Volks-Zeitung vom 19. Juli 1917

Brockdorff-Rantzau stammte väterlicherseits aus dem Geschlecht der Rantzau und mütterlicherseits aus dem der Brockdorff, beide aus altem schleswig-holsteinischen Adel. Nachweisbar ist das Geschlecht der Rantzau bis zurück ins 12. Jahrhundert. Vier Feldmarschälle zählen zu den berühmtesten Ahnen des Diplomaten. Der weit gereiste Johann Rantzau war Statthalter in Dänemark und wohnte Luthers Auftritt im Reichstag von Worms bei, was ihn zu dessen Anhänger machte. Daniel Rantzau, der für Dänemark gegen die Schweden kämpfte und dafür vom Nationaldichter Adam Oehlenschläger besungen wurde, ging dadurch ebenfalls in die Geschichte ein. Als berühmtester Ahn gilt der Statthalter Heinrich Rantzau, der drei dänischen Königen zur Seite stand und mehrere Herzogtümer und Güter verwaltete z. B. Schleswig-Holstein, Wellingsbüttel oder Wandsbeck. Weiterhin besaß er 6.300 Bücher und war als Kunstsammler und als Autor tätig. Noch in Versailles zierte die Wand das Porträt des französischen Marschalls Josias Rantzau, der auf den deutschen Delegationschef herabsah.
Früh verlor er seinen Vater, Hermann Graf zu Rantzau, einen Regierungsassessor, der 1872 im Alter von nur 32 Jahren verstarb. Sein Großonkel mütterlicherseits, Ludwig Ulrich Hans Baron von Brockdorff (* 1806; † 1875), ein ehemals dänischer Gesandter in Berlin, Madrid und Lissabon, und dessen Frau Cäcilie, deren einziges Kind 1866 gestorben war, adoptierten 1873 den vierjährigen Ulrich, der den Doppelnamen Brockdorff-Rantzau bekam. Von seinen Adoptiveltern erbte er den Landsitz Annettenhöh bei Schleswig.
Brockdorff-Rantzau galt nach Zeitzeugenberichten als ein Adliger, der einerseits dem Neuen gegenüber aufgeschlossen war, sich aber andererseits stets in der Traditionslinie großer Ahnen betrachtete und sich zeitlebens bemühte, jenem Ruhm nachzueifern.

## Ausbildung und Karriere im Kaiserreich
Graf Brockdorff-Rantzau absolvierte ab 1888 ein Studium der Rechtswissenschaft in Neuenburg, Freiburg, Berlin und Leipzig, das er 1891 mit dem ersten juristischen Staatsexamen und der Promotion zum Dr. jur. beendete. Zwischen 1891 und 1893 diente er im preußischen Heer beim 1. Garderegiment zu Fuß; er wurde nach einer Verletzung schließlich als Leutnant entlassen. 1894 trat er als Attaché in den Dienst des Auswärtigen Amtes ein. Sein erster ausländischer Dienstort war Brüssel. 1897 wurde er zum Legationssekretär in Sankt Petersburg, 1901 zum Legationsrat in Wien ernannt, wo er später auch als Botschaftsrat diente. Von 1909 bis 1912 bekleidete er das Amt des Generalkonsuls in Budapest.
1912 wurde er durch Vermittlung seines Mentors, des einflussreichen Statthalters von Elsass-Lothringen Karl von Wedel, der enge Beziehungen zu Skandinavien unterhielt und Brockdorff-Rantzau seit seiner Wiener Zeit, wo Wedel Botschafter gewesen war, förderte, zum deutschen Gesandten in Kopenhagen ernannt, wo er während des gesamten Ersten Weltkrieges amtierte. Ohne dafür explizit von Berlin ermächtigt worden zu sein, gelang es ihm in dieser Funktion, Dänemark zu einer Neutralitätserklärung zu bewegen. Während des Ersten Weltkrieges verfolgte er gemeinsam mit dem Nachrichtenoffizier beim Stellvertretenden Generalstab Rudolf Nadolny und Richard von Kühlmann eine Revolutionierungspolitik gegenüber Russland, wobei er als Verbindungsmann des Auswärtigen Amtes zu Alexander Parvus diente. Die beabsichtigte innere Destabilisierung Russlands wurde gefördert, indem man Lenin 1917 bei seiner Rückkehr aus der Schweiz nach Russland die Durchreise durch Deutschland ermöglichte. Im Januar 1918 überbrachte er Reichskanzler Georg von Hertling das Angebot des dänischen Königs, zwischen Deutschland und Großbritannien zu vermitteln, was aber erfolglos blieb.

## Außenminister und Botschafter in Moskau

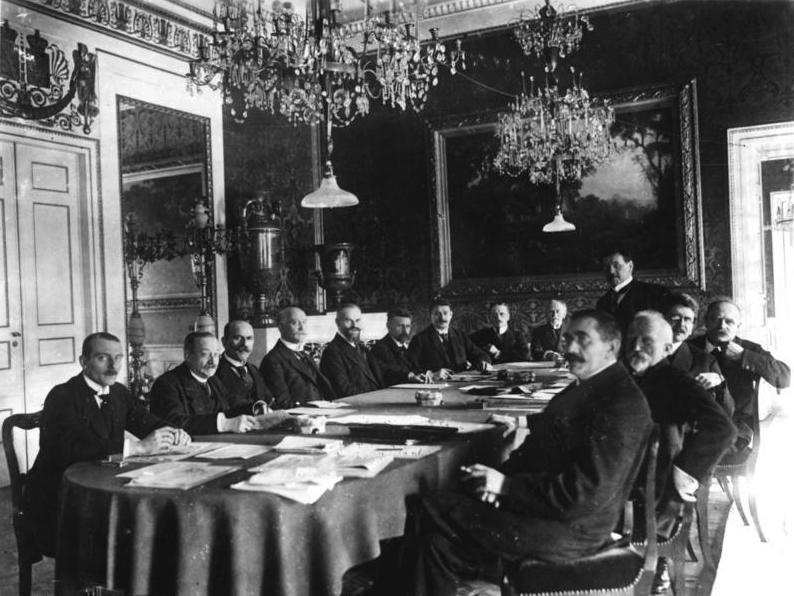
Erste Kabinettssitzung des Kabinetts Scheidemann am 13. Februar 1919 in Weimar. V.l.: Ulrich Rauscher, Pressechef der Reichsregierung, Robert Schmidt, Ernährung, Eugen Schiffer, Finanzen, Philipp Scheidemann, Reichskanzler, Otto Landsberg, Justiz, Rudolf Wissell, Wirtschaft, Gustav Bauer, Arbeit, Ulrich von Brockdorff-Rantzau, Auswärtiges, Eduard David ohne Portefeuille, Hugo Preuss, Inneres, Johannes Giesberts, Post, Johannes Bell, Kolonien, Georg Gothein, Schatz, Gustav Noske, Reichswehr

Im Dezember 1918 übernahm Brockdorff-Rantzau nach anfänglichem Zögern das Amt des Staatssekretärs im Auswärtigen Amt (ab Februar 1919 erster Reichsminister des Auswärtigen der Weimarer Republik im Kabinett Scheidemann). Als Adliger, der entschieden demokratische Positionen vertrat, sollte er die konkurrierenden Strömungen des Landes vereinen. Im April 1919 reiste er als Leiter der deutschen Friedensdelegation zu Verhandlungen über den Friedensvertrag von Versailles nach Frankreich. Hier gelang es ihm, einige Änderungen an dem von den Alliierten präsentierten Vertragstext zu erwirken, unter anderem wurde eine Volksabstimmung in Oberschlesien vereinbart und die Gesamthöhe der deutschen Reparationen vorerst offengelassen. Jedoch wurde das Hauptziel, die Streichung des Kriegsschuldartikels und der Artikel betreffend die Bestrafung der Kriegsverbrecher, nicht erreicht. Am 7. Mai hielt er in Versailles eine Ansprache bei der Überreichung des Friedensvertrags-Entwurfs durch die Alliierten und Assoziierten Mächte.
Am 20. Juni 1919 trat er zusammen mit dem übrigen Kabinett zurück, weil er den von ihm als „Verbrechen an Deutschland“ angesehenen Vertrag nicht unterzeichnen wollte. Die neue Regierung unter Gustav Bauer musste den Vertrag aufgrund eines alliierten Ultimatums notgedrungen annehmen. In den folgenden zwei Jahren kommentierte Brockdorff-Rantzau immer wieder die Außenpolitik der jungen Republik. Mehrfach forderte er eine Neuaushandlung des Friedensvertrags. Außerdem trat er für eine deutsch-russische Annäherung ein, lehnte aber den Vertrag von Rapallo ab, weil er ihn als Hindernis für weitere Verhandlungen mit den Westmächten sah.
Im November 1922 trat Brockdorff-Rantzau den Botschafterposten in Moskau an. Recht autonom konnte er über den Personaleinsatz und die Wahl seiner engsten Vertrauten während seiner Amtszeit entscheiden. In dieser Funktion versuchte er, ein gutes Verhältnis zur Sowjetunion aufzubauen, zugleich aber eine zu enge Anlehnung Deutschlands an sie zu vermeiden. Der militärischen Kooperation beider Staaten trat er energisch entgegen, was ihn vor allem in Konflikt mit der deutschen Heeresleitung brachte. Für die Bedingungen der diplomatischen Arbeit in einem sich neu etablierenden, seine zahlreichen Geburtswehen hinter sich lassen wollenden Landes war er eine gute Wahl. Der Botschafter trug wesentlich zum Zustandekommen des Berliner Vertrags (1926) zwischen dem Deutschen Reich und der Sowjetunion bei. 1928 starb er mit 59 Jahren überraschend während eines Besuchs bei seinem Bruder in Berlin an den Folgen eines Schlaganfalls.

„Ich sterbe gern, ich bin ja schon in Versailles gestorben.“

## Grab

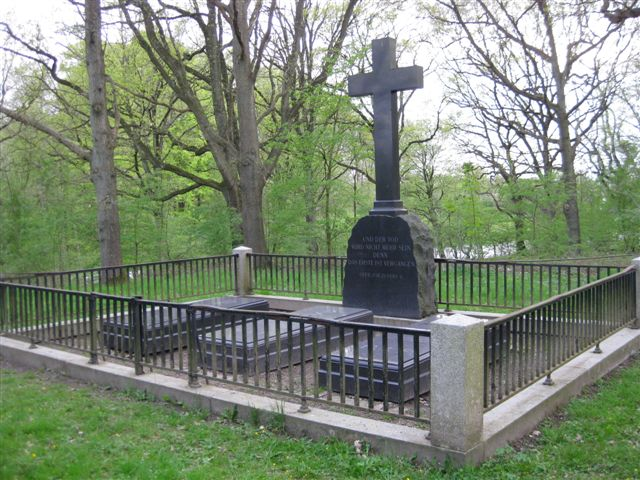
Grab des Grafen Brockdorff-Rantzau

Beerdigt ist der „letzte Bismarckianer“ in Annettenhöh, Schleswig. Versteckt und durch die Bundesstraße 76 abgeschnitten, ist das Grab schwer zu finden und nur über einen unbeschilderten Waldweg zu erreichen. Er führt vom Archäologischen Landesamt, dem früheren Herrenhaus, an der Brockdorff-Rantzau-Straße durch eine Tunnelröhre zum Hügel mit dem eingewachsenen Erbbegräbnis. Neben ihm ruhen unter schwarzen Marmorplatten seine Mutter Juliane Gräfin zu Rantzau geb. Gräfin von Brockdorff und sein Zwillingsbruder Ernst Graf zu Rantzau.

## Sonstiges

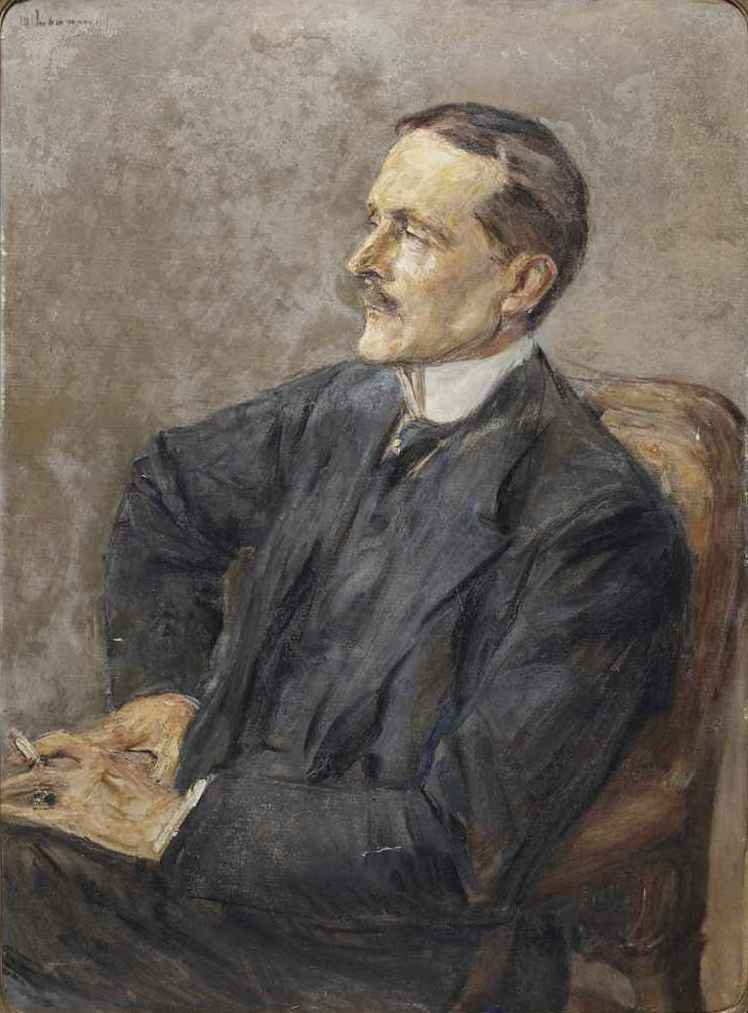
Ulrich von Brockdorff-Rantzau (1919)
Gemälde von Max Liebermann, Öl auf Karton, 101 × 75 cm

Der Politiker Walter Koch schrieb in seinen Erinnerungen:

„Die Geister schieden sich: in der Reichsregierung stand Graf Brockdorff-Rantzau, der vom Ehrenstandpunkt aus unbedingt ablehnte, dem leichtsinnigen Optimisten Erzberger gegenüber, der für Unterzeichnung war, ‚weil solche Sachen nie so schlimm werden, wie sie aussehen‘. Die übrigen Mitglieder schwankten zwischen diesen beiden Extremen, neigten aber doch aus der Erwägung, daß ein Ende mit Schrecken besser als ein Schrecken ohne Ende sei, der Annahme zu.“

## Schriften
- Patronat u. Compatronat. Dissertation. Leipzig 1890 bis 1891.
- Dokumente. Deutsche Verlags Gesellschaft für Politik und Geschichte, Charlottenburg 1920.
- Dokumente und Gedanken um Versailles. Verlag für Kulturpolitik, Berlin 1925.